# Pierre Veuillot
Pour les articles homonymes, voir Pierre Veuillot (1859-1907) et Veuillot.
Pierre Veuillot (né le 5 janvier 1913 à Paris 7e, où il est mort le 14 février 1968,) est un cardinal français de l'Église catholique qui fut archevêque de Paris.

## Biographie

### Prêtre
Pierre Veuillot appartient à la lignée des Veuillot, journalistes défenseurs de l'Église, depuis Louis Veuillot dont il était le petit-neveu. Son grand-père Eugène Veuillot était également journaliste. Il est né le 5 janvier 1913 à Paris VIIe, fils du journaliste François Veuillot et de son épouse, née Marie Monnoir. Il est ondoyé le lendemain de sa naissance et baptisé le 2 août 1913 par Jean-Baptiste Lemius, ami de la famille.  
Sa sœur Geneviève deviendra auteure de livres pour enfants sur la vie des saints. Pierre Veuillot poursuit ses études dans des cours privés du VIIe arrondissement, dont le cours Fontanes fondé par le père du général de Gaulle. Sa santé fragile ne permet pas son placement dans un internat. Après son baccalauréat, Pierre Veuillot effectue une première année de médecine, puis entre au séminaire des Carmes de Paris, rue d'Assas, en tant qu'étudiant externe grâce à une dérogation du cardinal Verdier. Il y passe une licence de philosophie scolastique avant d'effectuer son service militaire en tant qu'officier d'artillerie. De 1932 à 1937, il obtient différents certificats de la Sorbonne en lettres mention philosophie. Il se lie d'amitié avec Maxime Charles (mais il ne le défendra pas dans la crise du centre Richelieu en 1958 qui opposera l'abbé Charles au cardinal Feltin) et Robert Frossard, son futur évêque auxiliaire. 
Après sa licence de théologie, il est ordonné prêtre le 26 mars 1939 par le cardinal Verdier. Il est vicaire quelques mois à Asnières, dans la banlieue parisienne, avant d'être mobilisé comme capitaine en 1939-1940 , puis retourne à Asnières. En octobre 1942, il est nommé professeur de philosophie au petit séminaire de Conflans dirigé par l'abbé Lallier, futur évêque. En 1947, il soutient sa thèse de théologie à l'institut catholique de Paris. Lorsque ses parents fêtent leurs noces d'or, le nouveau nonce, Angelo Roncalli (futur pape Jean XXIII), invité à la réception, facilite une audience à Rome pour Pierre Veuillot auprès du pape Pie XII ; Pierre Veuillot est attaché à la secrétairerie d'État dès 1949 pour assister dans le domaine des affaires françaises Jacques Martin, puis Dominique Pichon, alors que Giovanni Battista Montini (futur Paul VI) est substitut à la secrétairerie d'État chargé des affaires extraordinaires, jusqu'en 1952, puis pro-secrétaire avant d'être nommé au siège de Milan en 1954. L'abbé Veuillot partage son logement avec Achille Glorieux. En 1953, il est gratifié du titre de prélat de Sa Sainteté, ce qui lui donne le droit de se faire appeler Monseigneur par ses coreligionnaires. Il effectue un travail préparatoire pour la rédaction de l'encyclique Fidei Donum, publiée en 1957 par Pie XII.

### Évêque
Le 7 juin 1959, le pape Jean XXIII le nomme évêque d'Angers. Il est consacré par le cardinal Feltin assisté de Jean-Marie Villot et de Marc-Armand Lallier. Puis, le 12 juin 1961, il est nommé coadjuteur de l'archevêque de Paris avec le titre d'évêque titulaire (in partibus) de Constantia-en-Thrace (de). Il succède à l'archevêque de Paris, le cardinal Feltin, le 1er décembre 1966. Entre-temps, il aide à la création des nouveaux diocèses de Créteil, de Nanterre et de Saint-Denis et participe activement aux sessions du concile Vatican II dont il a préparé à partir de janvier 1964 le schéma De episcopis en ramenant le rôle de Luigi Carli en commission à l'arrière-plan . Veuillot se distingue par ses prises de position en faveur du mouvement des prêtres ouvriers, obtenant du pape Paul VI leur retour au travail en 1965. Il crée également un conseil presbytéral pour assister l'archevêque dans ses prises de décision. Il exerce au début des bouleversements post-conciliaires. Il se plaît à être interrogé par des journalistes, multipliant les entretiens, et il est l'un des premiers prélats français à parler ouvertement à la télévision française de son rapport à la foi, notamment au cours de l'émission Face à face du 18 avril 1966. Il souffre de l'accusation du journaliste Georges Suffert d'être un « technocrate de l'Église », celui-ci l'attaquant violemment comme étant « plus préfet que pasteur, plus administrateur qu'apôtre, Mgr Veuillot veut que l'Église soit servie comme l'était l'U.R.S.S. sous Staline, comme l'est le Pentagone sous McNamara. »
Lors du consistoire du 26 juin 1967, il est créé cardinal par le pape Paul VI avec le titre de cardinal-prêtre de Saint-Louis-des-Français.
Il meurt subitement de leucémie le 14 février 1968, n'étant âgé que de 55 ans et n'ayant été cardinal que pendant quelques mois. Ses obsèques sont célébrées le 17 février suivant à Notre-Dame de Paris en présence du général de Gaulle et de nombreuses personnalités . Il est inhumé à la cathédrale Notre-Dame de Paris.

## Succession apostolique
Pierre Veuillot a ordonné les évêques suivants :
- Évêque Guy-Marie-Joseph Riobé (1961)
- Évêque Jacques Marie Delarue (1966)
- Évêque Robert Marie-Joseph François de Provenchères (1966)
- Évêque Victor-Julien-André Gouet (1967)

## Quelques écrits
- Chrétien, évêque, textes d'entretiens, interviews, propos d'évêque, éditions Fleurus, 1968, 128 pages
- Les jeunes dans l'Église de Paris, lettre pastorale de du cardinal Feltin et de Veuillot, in-8°, Paris, imprimerie Lahure, 1966
- L'Engagement international des catholiques, coll. ACGF in-16, Bourges, imprimerie Tardy, 1964, 48 pages
- Notre sacerdoce. Documents pontificaux de Pie X à nos jours, préface de  S. Exc. Mgr Montini, coll. Vie sacerdotale, en deux volumes, Paris, éditions Fleurus, 1954[12]